# Euproctis disjuncta
Euproctis disjuncta är en fjärilsart som beskrevs av Aurivillius 1904. Euproctis disjuncta ingår i släktet Euproctis och familjen tofsspinnare. Inga underarter finns listade i Catalogue of Life.